# Komponistenklasse Halle
Die Komponistenklasse Halle ist eine Ausbildungsklasse für Komposition für besonders begabte Kinder und Jugendliche im Raum Halle.
Nach vierjähriger Vorarbeit an Schulen, Zirkeln und Privatunterricht gründete der Hallenser Komponist Hans-Jürgen Wenzel 1976 die Komponistenklasse. Von Beginn an war sie am Konservatorium „Georg Friedrich Händel“ in Halle angesiedelt und wurde bis zur Wende 1989 aus Mitteln des Kulturfonds des Ministeriums für Kultur der DDR finanziert. Neben Hans-Jürgen Wenzel unterrichteten die Klasse ursprünglich auch die Komponisten Gerd Domhardt, Thomas Müller und Günther Eisenhardt. Ab 1982 unterrichtete Wenzel auch Schüler in Dresden, seit 1991 unterrichtet die Komponistin Silke Fraikin die Dresdner Klasse, die seit 2007 unabhängig existiert.
Ziel der Klasse ist es, Kinder und Jugendliche mit der besonderen Begabung des Komponierens zu fördern und auszubilden. Sie erhalten wöchentlich Unterricht in Komposition, Tonsatz, Gehörbildung, Musikanalyse, Instrumentation und Musikgeschichte. Besonderer Wert wird auf die Förderung von Kreativität und die Erfindung eigener Musik gelegt. Zweimal im Jahr finden Ferienkurse statt, an deren Anschluss die Komponisten ihre neu entstandenen Werke in Jahreskonzerten einem breiteren Publikum zu Gehör bringen.
Aus der Komponistenklasse hervorgegangen sind Komponisten und Musiker wie Michael Flade, Karsten Gundermann, Uwe Krause, Annette Schlünz, Sebastian Stier, Katrin Gerstenberger oder der Dirigent Roland Kluttig.
Die Klasse wird seit 2007 von Karoline Schulz geleitet. Vorsitzender des Fördervereins der Klasse ist der Komponist und Musiktheoretiker Jens Marggraf.

## Weblink
- Offizielle Homepage der Komponistenklasse Halle